# Chiang Kai-shek
Chiang Kai-shek (uttal på mandarin: Jiǎng Jièshí (fil)) eller Jiǎng Zhōngzhèng, född 31 oktober 1887 i Xikou, Zhejiang, död 5 april 1975 i Taipei, Republiken Kina, var en nationalistisk kinesisk militär och politiker. Han var Kinas ledare från 1927 till inbördeskrigets slut 1949 och var allmänt känd under sin titel generalissimus.
Chiang Kai-shek övertog ledarskapet för nationalistpartiet Kuomintang successivt efter Sun Yat-sens död 1925 och åren 1926-28 erövrade han det centrala Kina i Nordfälttåget och upprättade en centralregering i Nanking som fick det internationella samfundets erkännande som Kinas lagliga regering. Han var Republiken Kinas statschef 1928-1931 och 1943-1949, samt även regeringschef under större delen av perioden 1935-1945, men på grund av det kinesiska inbördeskriget och den japanska imperialismen lyckades han aldrig fullständigt kontrollera hela Kina.
Efter Japans invasion av Kina 1937 ledde han det kinesiska motståndet mot den japanska ockupationsmakten och upprättade en tillfällig huvudstad för sin regering i Chongqing. I samband med USA:s och Sovjetunionens inträde i andra världskriget 1941 förenade sig Chiangs regim med de allierade under andra världskriget och stod som en av segrarmakterna vid Japans nederlag i augusti-september 1945.
Trots att Chiangs prestige stod högt efter kriget hade hans regim försvagats av åtta års japansk ockupation och på grund av allvarliga strategiska misstag i det kinesiska inbördeskriget tvingades han flytta Republiken Kinas regering till Taiwan när Kinas kommunistiska parti och dess ledare Mao Zedong tog över det kinesiska fastlandet och grundade Folkrepubliken Kina hösten 1949.

## Uppväxt och utbildning

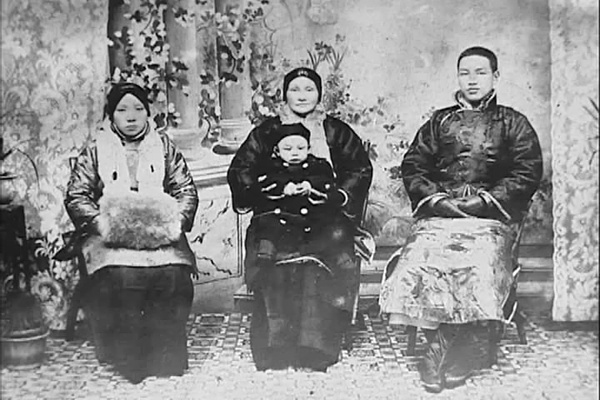
Chiangs familj kring år 1910. Chiang sitter till höger och till vänster sitter hans första hustru Mao Fumei. I mitten sitter Chiangs mor med Chiang Ching-kuo i knäet.

Chiang föddes i en välbärgad familj i småstaden Xikou nära Ningbo. Chiangs far Jiang Sun hade fått statlig licens att arbeta som salthandlare, en verksamhet han senare drygade ut med att sälja sprit. Chiang hade flera halvsyskon och var förste son till Jiang Suns tredje hustru, Wang Caiyu, som födde honom vid 22 års ålder.  Chiang växte upp under sin mors inflytande sedan hans far avlidit 1896. Chiangs modersmål var Ningbo-dialekten, som tillhör de östkinesiska Wu-dialekterna och är närbesläktad med Shanghai-dialekten, och i likhet med många andra kinesiska ledare ur sin generation lärde han sig aldrig att tala korrekt mandarin.
Som många andra ungdomar ur de välmående klasserna fick Chiang en neokonfuciansk uppfostran med sikte på att avancera i statsförvaltningen. 1903 gjorde han sitt första försök att delta i det kejserliga examenssystemet, men misslyckades och fick ingen ny chans eftersom utbildningsväsendet reformerades i grunden 1905. Under sin studietid var Chiang starkt påverkad av tänkare som filosofen Wang Yangming och statsmannen Zeng Guofan.

## Personliga förhållanden
1901-02 giftes han bort med den mycket yngre Mao Fumei, men äktenskapet var inte lyckligt och Chiang hade förbindelser med en rad olika kvinnor. Det dröjde till 1910 innan paret fick sitt enda biologiska barn, Chiang Ching-kuo. Några år senare adopterade Chiang även Tai Chi-taos utomäktenskapliga son som fick namnet Wego Chiang och uppfostrades som en medlem av Chiang-klanen.

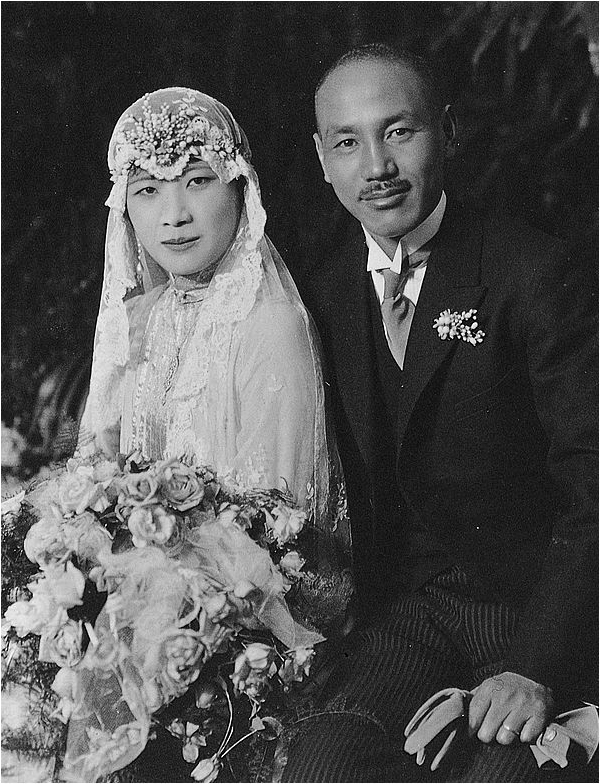
Chiang och Soong May-lings bröllopsfoto 1927.

Kort efter Chiang Ching-kuos födelse skilde Chiang sig från Mao Fumei. Därpå inledde han ett förhållande till Chen Jieru, vilket varade fram till dess att Chiang gifte sig med Soong May-ling i december 1927.
May-ling var syster till Sun Yat-sens änka Soong Ching-ling och affärsmannen H.H. Kungs hustru Soong Ai-ling, vilket innebar att Chiang fick mäktiga ingifta släktingar som kom att bli både allierade och rivaler till Chiang under hans karriär. På uttryckliga krav från den amerikanskutbildade May-ling konverterade Chiang till metodismen i samband med giftermålet. Chiang tänkte noga igenom sin konversion till kristendomen och läste regelbundet bibeln under resten av sitt liv. Även om äktenskapet med May-ling hade karaktären av en politisk allians mellan två viljestarka personligheter så hyste paret varma känslor för varandra. I augusti 1931 fick May-ling missfall, vilket var ett hårt slag för henne, och paret fick aldrig några egna barn.
Chiang förde dagbok under större delen av sitt liv och 66 volymer dagböcker som täcker åren 1917 till 1972 finns bevarade i Hoover Institution i Kalifornien. I dagböckerna skrev Chiang öppenhjärtigt om politik, filosofi, religion, personliga förhållanden och en rad andra teman.

### Namn
I likhet med många andra män i sin generation använde Chiang Kai-shek många olika namn under sin levnad. Chiangs födelsenamn var Ruiyuan (蔣瑞元), vilket betyder "gott omen", och hans genealogiska namn var Jiang Zhoutai (蔣周泰), vilket var också det namn hans närmaste släkt använde. När Chiang började i skolan 1903 började han använda skolnamnet Jiang Zhiqing (蔣志清), vilket var det namn han var mest känd för under de följande åren. När Chiang var i Japan 1912 började han använda pseudonymen Jiang Jieshi som sedermera blev hans kinesiska stilnamn. Eftersom Chiang senare gjorde sitt genombrott som offentlig person i Guangdong-provinsen är han mest känd utanför Kina under det kantonesiska uttalet av namnet, Chiang Kai-shek.
I takt med att Chiang Kai-shek grundlade en allians med Sun Yat-sen åren 1917-18 började han använda namnet Zhongzheng ("balanserad rättvisa"), vilket var en pendang till Sun Yat-sens mest kända tillnamn, Zhongshan ("det centrala berget"). Jiang Zhongzheng, ofta stavat Chiang Chung-cheng blev det namn som användes officiellt på kinesiska under Chiangs tid som Kinas ledare och fortsatte sedermera att användas efter flykten till Taiwan 1949. På det kinesiska fastlandet har det dock fortsatt vara brukligt att kalla honom Jiang Jieshi.

## Revolutionär karriär

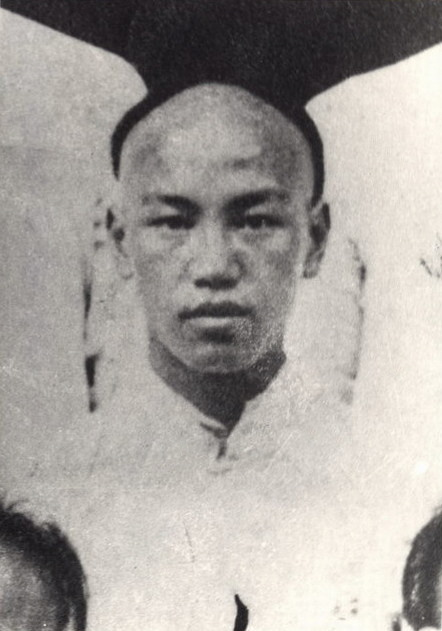
Chiang vid militärhögskolan i Baoding.

1906 beslöt sig Chiang för att studera vid den japanska militärakademin Tōkyō shimbu gakkō (東京振武学校) i Tokyo och lärde där känna en rad personer som skulle bli betydelse för honom senare i livet, som till exempel Zhang Qun, He Yingqin och Chen Qimei. Chiang påverkades starkt av dåtidens revolutionära stämningar och läste bland annat Hu Hanmins och Wang Jingweis stridsskrifter mot Qingdynastin. Han anslöt sig snart till Sun Yat-sens revolutionära rörelse "De edsvurnas förbund" (Tongmenghui), som var i opposition mot den kejserliga Qingdynastin, och Chiang Kai-shek var under denna tiden Suns sekreterare. När Chiang utexaminerades från militärhögskolan 1909 var han redan heltidsrevolutionär.
Xinhairevolutionen bröt ut i oktober 1911 och Chiang återvände då till Kina för att delta i de revolutionära striderna i hemprovinsen under Chen Qimeis ledning. När Republiken Kina utropades slöt han sig till Sun Yat-sens provisoriska regering i Nanking, men blev mycket besviken när Sun lät den inflytelserike generalen Yuan Shikai överta presidentposten i mars 1912. Yuan var dock inte beredd att dela makten och när Suns nybildade nationalistparti Kuomintang vann valen till den nationella församlingen 1913 lät Yuan upplösa nationalförsamlingen och drev både Sun och Chiang i landsflykt.
De följande åren tillbringade Chiang i Japan och i den internationella koncessionen i Shanghai, där han skapade ett stort kontaktnät bland de inflytelserika affärsmännen från Ningbo, vilket underlättades av att Chiang hade deras dialekt som modersmål. Det var också i Shanghai som Chiang knöt kontakter med stadens undre värd, som Du Yueshengs "Gröna liga" (Qingbang).
Efter Yuan Shikais död 1916 blev det lättare att verka politiskt i Kina samtidigt som den politiska splittringen ökade i takt med att olika krigsherrar utnyttjade maktvakuumet efter Yuans frånfälle för att skaffa sig mer makt.
1917 grundade Sun Yat-sen en ny revolutionär bas i Guangzhou, dit Chiang flyttade följande år. 1921 sammanträffade Kominterns representant Henk Sneevliet med Sun i Guangxi, där Sneevliet föreslog att Kuomintang skulle starta en militärhögskola för att utbilda den armé som behövdes för att ena landet och skapa en stark centralregering. 1923 skrev Sun under ett formellt samarbetsavtal med Sovjetunionens ambassadör till Kina, Adolf Joffe, och följande år antog Kuomintangs kongress ett beslut som formaliserade samarbetet och tillät enskilda kommunister att gå med i Kuomintang.
Det nyetablerade nationalistpartiet Kuomintang omorganiserades nu efter leninistiska principer om demokratisk centralism och sovjetiska experter som Michail Borodin och Vasilij Blücher hjälpte till att grunda Militärhögskolan i Whampoa samt rusta upp partiets armé, den Nationella revolutionära armén, som syftade till att ena Kina. Samtidigt uppmanade Komintern medlemmar ur det nybildade Kinas kommunistiska parti att gå med i Kuomintang som individer för att stärka Sun Yat-sens revolutionära koalition och genomföra den "borgerliga revolutionen" som förberedelse för den kommande socialistiska revolutionen.
I samband med att Chiang räddat Sun Yat-sen från krigsherren Chen Jiongmings försök att driva hans regering ut ur Guangzhou sommaren 1922 inträdde Chiang in i den innersta cirkeln i Sun Yat-sens nygrundade nationalistparti. Först fungerade han som chef över Militärhögskolan i Whampoa, och var därefter en tid rörelsens legat i Moskva. Han tillät också att hans son Chiang Ching-kuo reste till Sovjet för att studera i Moskva 1925, där han inledningsvis fick sin utbildning på Sun Yat-sen-universitetet (Sunovka).

## Nordfälttåget

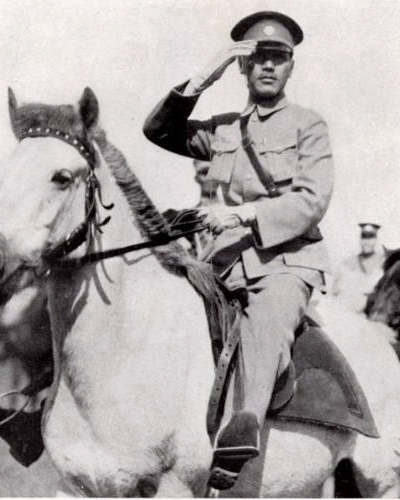
"Generalissimus" Chiang Kai-shek, överbefälhavare över den Nationella revolutionära armén, framträdde efter Norra expeditionen som Kinas ledare.

I mars 1925 avled Sun Yat-sen plötsligt i cancer och Kuomintang stod utan en självklar ledare. I augusti samma år mördades vänsterflygelns ledare Liao Zhongkai i Guangzhou och kort därefter arresterades högerflygelns ledare Hu Hanmin, misstänkt för delaktighet i mordet, vilket innebar att Chiang Kai-shek med sina militära meriter och den karismatiske Wang Jingwei framstod som huvudrivaler om makten över Kuomintang och dess regering i Guangzhou. Framför dem stod den stora uppgiften att genomföra Suns program att fördriva krigsherrarna och ena Kina under en stark centralregering, något som framstod som alltmer realistiskt i ljuset av den politiska oenighet som rådde mellan de olika krigsherrarna 1925.
I juni 1926 utsågs Chiang som överbefälhavare för Nationella revolutionära arméns erövringståg mot Central- och Östkina och titulerade sig hädanefter "generalissimus" (大元帅). Chiang inledde fälttåget med ett tal till sina 100.000 soldater den 9 juli 1926. Hans armé leddes av officerare som utbildats vid militärakademin i Whampoa och var beväpnad av Sovjetunionen. Dessa styrkor var betydligt bättre organiserade än krigsherrarnas trupper och de hade bättre vapen samt rådgivare och kommissarier från kommunistpartiet som bidrog med råd och propaganda.
Sedan Chiang lämnat Guangzhou i augusti 1926 ökade vänsterflygelns makt i Kuomintang och i synnerhet Sun Yat-sens änka Soong Ching-ling fruktade att Chiang skulle använda Nordfälttåget till att bygga en ny diktatur. I november samma röstade Kuomintangs verkställande utskott att flytta partihögkvarteret och den Nationella regeringens från Guangzhou till Wuhan. Medan Chiang ville fortsätta fälttåget mot Shanghai och erövra den rika Yangtzedalen, så förordade vänsterregeringen i Wuhan att man inriktade sig mot norra Kina och erövra Peking. Chiang ignorerade det vänsterdominerade partihögkvarterets ståndpunkt och intog Sun Chuanfangs sista fäste Shanghai utan större strid i mars 1927. Det verkställande utskottet i Wuhan svarade på detta med avsätta Chiang från sina poster i partiet och överföra dessa till Chiangs rival Wang Jingwei samt att underställa Chiangs militära högkvarter partiets auktoritet. Som motdrag bestämde sig Chiang för att rensa ut kommunisterna ur partiet och i april månad 1927 inledde Chiang en blodig utrensning på kommunister och arbetaraktivister i Shanghai. Chiang etablerade samtidigt Nanking som huvudstad för den nationella regeringen, vilket förvärrade brytningen med den konkurrerande regeringen vänsterregeringen i Wuhan och med Sovjetunionen. Chiangs utrensning innebar också att hans son, Chiang Ching-kuo, som fortfarande befann sig i Moskva tvingades ta offentligt avstånd från sin far i april 1927.

### Brytningen med kommunisterna och avgång
Utrensningen på kommunister fortsatte och efter en konferens i juli 1927 kom Chiang Kai-shek, den nationalistiske krigsherren Feng Yuxiang och vänsterregeringen överens om att utesluta kommunister från Kuomintang och från den nya nationella regeringen. Chiang Kai-shek misslyckades dock med att ena nationalistpartiet och när han misslyckades med att erövra hela Jiangsu-provinsen från rester av Sun Chuanfangs styrkor avgick han från sin ställning som ledare för Nordfälttåget den 6 augusti och lät Li Zongren ta över istället. Även senare i karriären kom Chiang använda teatraliska avgångar och hot om att avgå som en taktik att sätta press på sina politiska rivaler i partiet.
Chiang drog sig tillbaka till sin hembygd i Fenghua, men fortsatte att verka politiskt bakom kulisserna. Han utnyttjade också andrummet till att gifta sig med Soong May-ling den 1 december 1927 och konverterade samtidigt till kristendomen.
I april 1928 återinsattes Chiang Kai-shek som chef över den Nationella revolutionära armén och i maj månad samma år ryckte hans trupper fram mot Peking, där Kinas officiella regering fortfarande befann sig. Den dominerande krigsherren Zhang Zuolins ställning i Nordkina hotades nu av Chiang Kai-shek och i maj 1928 tvingades Zhangs Fengtian-armé retirera från huvudstaden.

## Kinas ledare i Nanking
Erövringen av Peking markerade slutet på Nordfälttåget och Chiang upprättade nu en nationell centralregering i Nanking som snabbt erkändes av världssamfundet som Kinas enda lagliga regering. Den 29 december 1928 hissade den manchuriske krigsherren Zhang Xueliang den nationalistiska flaggan i Mukden för att markera sin lojalitet till den nya regeringen.
Den nya centralregeringen utformades efter Sun Yat-sens idéer om de "tre folkprinciperna" – nationalism, demokrati och välfärd – och statens funktioner delades upp i fem råd (kinesiska: 院?, pinyin: yuàn): det exekutiva rådet, det lagstiftande rådet, rättskipningsrådet, examinationsrådet och kontrollrådet. Regeringsmakten utövades i enlighet med Suns teorier som ett "förmyndarskap" (kinesiska: 訓政?, pinyin: xùnzhèng) som i teorin syftade till att förbereda det kinesiska folket på att utöva sina framtida demokratiska rättigheter. I praktiken var den nya staten en enpartistat under Kuomintang där Chiang Kai-shek utövade det avgörande inflytandet i egenskap av ordförande för Kuomintang. Den nya centralregeringen inledde en rad projekt för att modernisera Kina och lyckades inledningsvis rekrytera kinesiska politiker ur olika läger för att delta i nationsbygget. Chiang och hans polischef Dai Lis brutala repression mot kommunisterna och andra oliktänkande gjorde dock att många viktiga personer lämnade Nankingregimen.
För Chiang var det av högsta prioritet av omförhandla de "ojämlika fördrag" som Kina stiftat med västmakterna och Japan och som begränsade Kinas nationella suveränitet i olika avseenden. Chiang ville återta fördragshamnarna, avskaffa exterritorialrätten för utlänningar och säkerställa Kinas beskattningsrätt på utrikeshandeln. Den nya regimen arbetade därför hårt med att skapa starka institutioner, reformera rättsväsendet och utfärda nya lagverk, men framgångarna var begränsade. Utrikespolitiskt försvarade Chiang Kai-shek Republiken Kinas anspråk på Tibet och Mongoliska folkrepubliken, som brutit sig ur Kina.
En annan viktig prioritet för Chiang var att rusta upp militären och med hjälp av tyska experter som Max Bauer och Hans von Seeckt moderniserades och utbildades den nationella revolutionära armén. Samarbetet inleddes under Weimarrepubliken, som upprustade i strid med Versaillesfördraget, och fortsatte efter Adolf Hitlers maktövertagande 1933. Chiang var inledningsvis imponerad av de fascistiska regimerna i Europa och försökte bygga upp en personkult kring sin egen person, men fascismen fick aldrig något stadig fotfäste i Kuomintang. Förbindelserna med Nazityskland var dock goda och i mitten av 1930-talet sände Chiang sin adoptivson Wego Chiang för att få en militär utbildning i Wehrmacht.

### Militära kampanjer

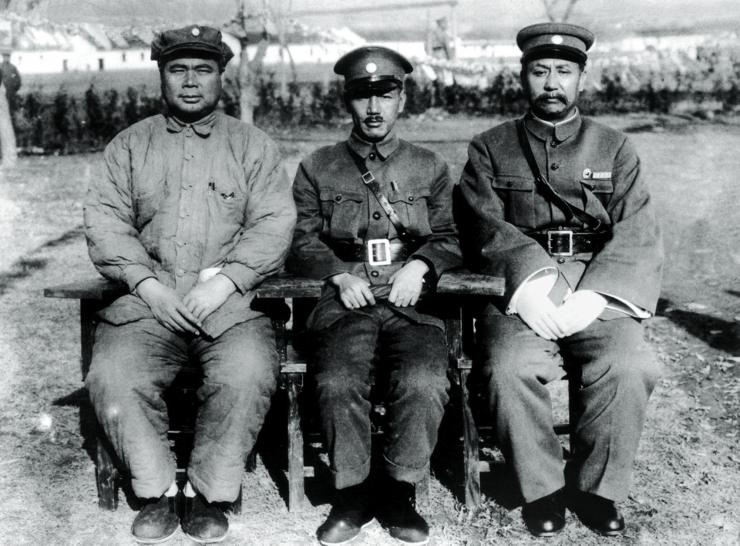
Feng Yuxiang, Chiang Kai-shek och Yan Xishan, strax före "kriget om de centrala slätternas" utbrott 1930.

Trots att Chiang Kai-shek var Kinas internationellt erkände ledare så stod bara Jiangsu, Anhui och Zhejiang samt delar av Shandong och Henan under direkt kontroll av hans regim i Nanking i slutet av 1920-talet.  Feng Yuxiang, Yan Xishan och Zhang Xueliang var formellt allierade med Chiang Kai-shek, men de bibehöll sina maktpositioner i Nordkina, Shanxi respektive Manchuriet. I Xinjiang härskade fortfarande Sheng Shicai och Sydkina var uppdelat mellan en rad olika krigsherrar som endast nominellt lydde under centralregeringen i Nanking, bland dessa framstod Li Zongren och Bai Chongxis "Guangxi-klick" i Guangdong och Guangxi som den mest betydelsefulla. Dessutom hade kommunisterna skapat en sovjetrepublik i Jiangxi som var öppet fientlig mot Nanking.
På grund av det fragmenterade läget såg sig Chiang Kai-shek tvungen att utkämpa en rad strider för att ena landet med militära medel. I maj 1930 bildade Yan Xishan, Feng Yuxiang, Wang Jingwei och Li Zongren en koalition i Peking som var riktad mot Chiangs regering i Nanking. Först efter flera månaders hårda strider i centrala Kina, som ledde till 240 000 skadade och döda, kunde Chiang besegra sina motståndare i november. När Chiang placerade den ledande politikern Hu Hanmin under arrest i maj 1931, på grund av en konflikt över Kinas konstitution, gjorde Wang Jingwei, Li Zongren och flera andra opponenter ett nytt försök att göra uppror mot Chiang och bildade en konkurrerande regering i Guangzhou. Dödläget bröts i september samma år av att japanska styrkor ockuperade Manchuriet, vilket ledde till att Guangzhou-regeringen upplöstes och flera av dess medlemmar fick positioner i Nanking-regeringen.
Chiang ansåg dock inte att den Nationella revolutionära armén var tillräckligt stark för att konfrontera den betydligt bättre utrustade japanska armén och menade att landet måste enas innan man kunde ta itu med Japan. Han genomförde därför fem belägringskampanjer mot kommunisternas sovjetrepublik i Jiangxi mellan 1930 och 1934, vilka till slut tvingade kommunisterna att retirera ut ur Jiangxi i  den långa marschen som inleddes i oktober 1934.

### Den nya enhetsfronten med kommunisterna
Chiangs ovilja att konfrontera Japan utsatte honom för allt starkare kritik i takt med att Japan bildade marionettstaten Manchukuo och stegvis utvidgade sitt inflytande i Norra Kina. Vid ett besök 1936 på krigsherren Zhang Xueliangs militärbas kidnappades Chiang Kai-shek av sin värd som ville att Chiang skulle prioritera kampen mot Japan.  Efter tuffa förhandlingar släpptes Chiang mot att han öppnade vägen för att de försvagade kommunisterna, med en ny maktbas i norra Shaanxi, kunde delta i en enhetsfront mot Japan.  Chiang gav sin tillåtelse att kommunisterna fick skapa ett högkvarter i Yan'an och den kommunistiska armén blev formellt en del av den Nationella revolutionära armén i enheterna "Åttonde routearmén" och "Nya fjärde armén".
Det politiska tövädret med kommunisterna ledde också till att Chiangs son Ching-kuo fick tillstånd av Josef Stalin att lämna Sovjetunionen och 1937 eskorterades han av kommunisten Kang Sheng på sin resa med transsibiriska järnvägen hem till Kina. För att försonas med sin far fick Ching-kuo utföra kowtow och lovade att förbättra sin kinesiska, som förfallit under hans tolvåriga vistelse i Sovjetunionen. Chiang och Soong May-ling välkomnade Ching-kuos vitryska hustru Faina som en familjemedlem och hon flyttade in hos Ching-kuos mor Mao Fumei i Xikou.

## Kriget mot Japan

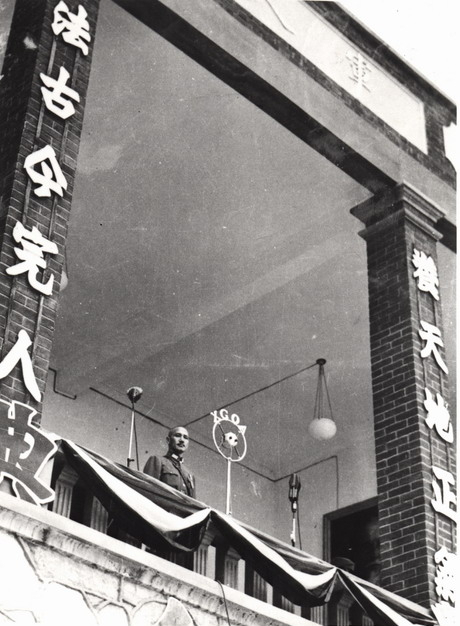
Chiang Kai-shek håller tal i Lushan den 17 juli 1937.

Den 7 juli 1937 utbröt väpnade strider mellan den kinesiska 29:e armén och den japanska garnisonen i Wanping utanför Peiping, i vad som senare blev känt som Marco Polo-broincidenten.  Både den kinesiska och den japanska regeringen skickade truppförstärkningar till Nordkina för att få stopp på striderna, men ingen av parterna förklarade krig mot varandra. Den japanska regeringen hade inledningsvis inte som mål att ockupera hela Kina, utan ville tvinga Chiang Kai-shek att erkänna Manchukuo och förmå honom att bekämpa kommunismen, något som var inrikespolitiskt omöjligt i Kina. Den 17 juli höll Chiang Kai-shek ett tal i kurorten Lushan, där han kungjorde sin beslutsamhet att bekämpa den japanska aggressionen. Samtidigt fortsatte striderna och i slutet på juli föll Peiping och Tianjin i japanska händer. Trots det upptrappade läget avstod både Chiang Kai-shek och den japanska premiärministern Fumimaro Konoe från att förklara krig, utan försökte förgäves få slut på konflikten genom förhandlingar.
Den 13 augusti öppnade de japanska styrkorna en andra front i Shanghai och Chiang beslutade sig för att sända 300.000 tysktränade styrkor ur Nationella revolutionära armén för att ge kraft bakom sina ord att motstå Japan. Hårda gatustrider pågick i flera månader i Shanghai, men till slut lyckades japanerna ändå kringgå kinesernas försvarslinjer. Den 11 november föll Shanghai i japanska händer och vägen mot huvudstaden Nanking stod öppen. Den 13 december intog de japanska styrkorna Nanking och genomförde en massaker på civilbefolkningen i staden för att försvaga den kinesiska stridsviljan och tvinga Chiang Kai-shek till förhandlingsbordet.
Chiang Kai-shek fortsatte dock motståndet och flyttade regeringen till Wuhan samtidigt som de japanska styrkorna snabbt tog över större delen av Kinas kuststäder och trängde allt djupare in i landet. Samtidigt blev Chiang mer desperat och beslutade sig i juli 1938 för att spränga den Gula flodens fördämningar i Henan för att förhindra den japanska framryckningen. Japanerna hejdades tillfälligt, men hundratusentals människor dog eller förlorades sina hem på grund av översvämningarna. I slutet på året intog japanerna Wuhan och Chiang tvingades flytta sin regering till Chongqing, där den skulle förbli fram till krigsslutet.
I slutet på 1938 lämnade Wang Jingwei och hans personliga stab Chongqing för att bege sig till Kunming, där han inledde förhandlingar med Japan.  Det ledde till att Wang utsågs till överhuvud för "Republiken Kinas reorganiserade regering" med säte i Nanking den 30 mars 1940. Detta var i praktiken en japansk lydstat som erkände Japans dominans i Kina och marionettstaten Manchukuos legitimitet. Den nya regimen gjorde anspråk på att representera hela Kina och använde samma institutioner och nationella symboler som Chiangs regering i Chongqing. För att stärka sin legitimitet förhandlade Wang fram ett avtal med Japan som upphävde exterritorialrätten och de ojämlika fördragen samt överlämnade Shanghai International Settlement och den franska koncessionen i Shanghai till kinesisk jurisdiktion.

### Kina dras in i andra världskriget
När Japan attackerade USA den 7 december 1941 blev Chiang Kai-sheks regim allierad med USA och Storbritannien, samtidigt som Nazityskland bröt förbindelserna med Chongqing och istället erkände Wang Jingweis marionettregim i Nanking. Det nya politiska läget innebar att enhetsfronten med kommunisterna förlorade i betydelse. Redan i januari 1941 hade kommunistiska och nationalistiska styrkor sammanstött i Jing härad i Anhui, vilket hade lett till att det operativa samarbetet mellan de två parterna i praktiken upphört. Från och med denna tidpunkt förberedde sig Chiang Kai-shek på att utkämpa ett inbördeskrig mot kommunisterna så snart kriget mot Japan avslutats.
Den amerikanske presidenten Franklin D. Roosevelt ansåg att Kina var en viktig medlem i de allierade och försökte förmå Chiang att delta mer aktivt i kriget mot Japan, något som försvårades av att Chiang ville spara sina bästa trupper för ett kommande inbördeskrig med kommunisterna. Chiangs hustru, som var utbildad i USA och talade perfekt engelska, tjänstgjorde ofta som Chiangs tolk och sändes på flera resor till USA för att skapa förståelse för Chiang Kai-sheks politik i USA. Den 18 februari 1943 fick hon som förste kines tala till den amerikanska kongressens båda kamrar. Chiang följde inte med på dessa resor och besökte aldrig USA.

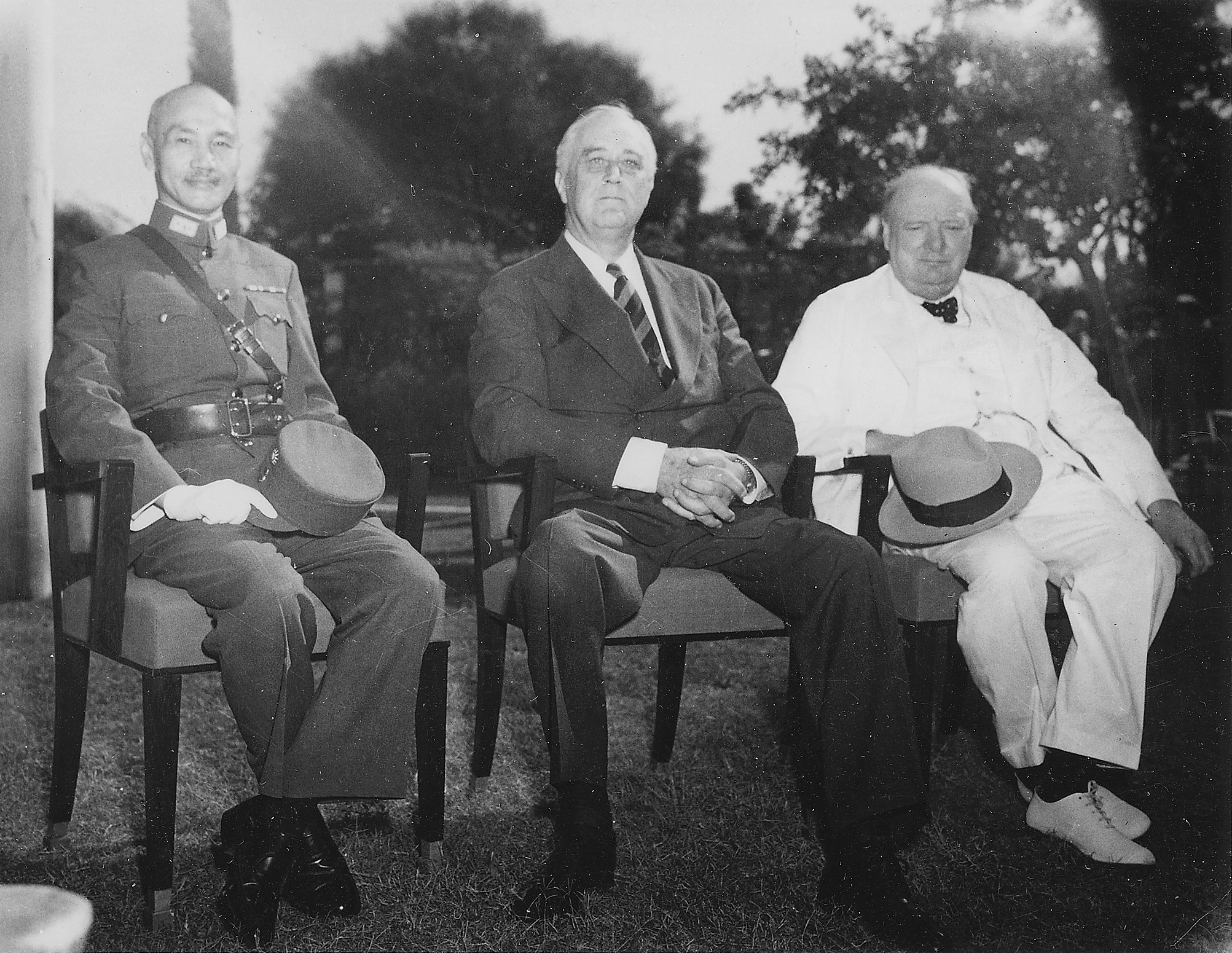
Chiang Kai-shek, Franklin D. Roosevelt och Winston Churchill i Kairo, den 25 november 1943.

1943 utnämnde Roosevelt den kinesisktalande generalen Joseph Stilwell till chef för de amerikanska styrkorna i Sydöstasien och militär rådgivare åt Chiang. En av Stilwells uppgifter var att försöka samordna de allierades ansträngningar för att befria Burmavägen från japansk ockupation i den s.k. Burma-Yunnankampanjen. Samarbetet med Chiang och Stilwell präglades av stora personliga motsättningar och Chiangs hustru var en av de få som kunde åstadkomma någon form av samförstånd mellan de två. När Stilwell krävde att själv få föra befäl över kinesiska trupper blev brytningen mellan de båda definitiv och 1944 omplacerades Stilwell på grund av samarbetssvårigheterna. Kina var dock av underordnad betydelse i kriget mot Japan och på grund av Chiangs ovilja att satsa stora trupper i krigets slutskede kunde japanska styrkor relativt lätt erövra nya territorier i Sydkina under Operation Ichi-Go april till december 1944.
I takt med att kriget närmade sitt slut fick nationalistregeringen delta i diskussionerna om den nya världsordningen, men samarbetet mellan de allierade försvårades av det faktum att Sovjet-japanska pakten från 1941 fortfarande var i kraft och Stalin vägrade att träffa Chiang Kai-shek för att inte provocera japanerna. Chiang fick delta i Kairokonferensen den 22-26 november 1943, där Kairodeklarationen förklarade att "alla territorier Japan har stulit från kineserna, till exempel Manchuriet, Formosa och Pescadorerna, skulle återställas till Republiken Kina", vilket var en stor prestigeseger för Chiang. Han fick dock inte delta Teherankonferensen 28 november-1 december samma år, då Winston Churchill och Roosevelt rådslog med Stalin om kriget i Europa. Chiang Kai-shek hölls även utanför Jaltakonferensen i februari 1945, där Roosevelt utan att rådfråga Chiang lovade Stalin att Sovjetunionen skulle få betydande inflytande i Kina efter kriget.

## Inbördeskriget och förlusten av Fastlandskina
Den 6 respektive den 9 augusti 1945 släpptes atombomberna över Hiroshima och Nagasaki och den 9 augusti förklarade Sovjet krig mot Japan och invaderade Manchukuo i operation Augustistorm. Kort därefter kapitulerade Japan villkorslöst. Chiang framstod nu som Kinas obestridde ledare både nationellt och internationellt. När Förenta nationerna bildades i oktober 1945 var Chiang Kai-sheks Kina en av de fem stormakter som fick permanent plats i säkerhetsrådet.

Chiang Kai-sheks heraldiska vapen som riddare av Serafimerorden.

Eftersom det avgörande slaget mot Japan hade skett utanför frontlinjerna i det egentliga Kina hade ett maktvakuum uppstått i Kina, där nationalister och kommunister tävlade om att ta emot Japans kapitulation på lokal nivå. Då nationalisternas trupper var tunt utspridda över landet gynnade detta kommunisterna som hade ett starkt fäste i norra Kina, vilket understöddes av sovjetiska Röda arméns ockupation av Manchuriet. Veckorna efter kapitulationen lyckades kommunisterna öka sitt territoriella omfång från 116 härad till 175 på bara ett par veckor. För att förhindra ett inbördeskrig sände USA Patrick Hurley till Chongqing, där Chiang och Mao Zedong förhandlade om efterkrigsordningen mellan augusti och oktober 1945. Enligt "10 oktober-överenskommelsen" erkände kommunisterna nationalistregeringen som Kinas lagliga regering, medan nationalisterna erkände kommunisterna som ett legtimt parti och man inledde förhandlingar om att slå ihop nationalisternas och kommunisternas väpnade styrkor. I januari 1946 sammankallades en politiskt rådgivande konferens i Chongqing med ledamöter från alla viktigare politiska partier som skulle utarbeta en ny konstitution.
Förhandlingarna misslyckades och den 26 juni 1946 utbröt fullskaliga fientligheter mellan nationalisterna och kommunisterna. Nationalisterna var numerärt och teknologisk överlägsna kommunisterna och inhöstade vissa framgångar i krigets inledningsskede, bland annat erövrades kommunisternas bastion Yan'an i mars 1947. Stärkta av framgångarna utfärdades en ny konstitution och en nationalförsamling sammankallades i Nanjing utan kommunisternas medverkan 1948, där Chiang valdes till Republiken Kinas president den 20 maj. I egenskap av Kinas president tog Chiang emot en rad officiella utmärkelser och 1948 tilldelades han bland annat Serafimerorden av Sveriges regering.
Stödet för Chiang urholkades dock snabbt på grund av regimens korruption, brutalitet mot oliktänkande och den hyperinflation som drabbade städerna i slutet på 1940-talet. 

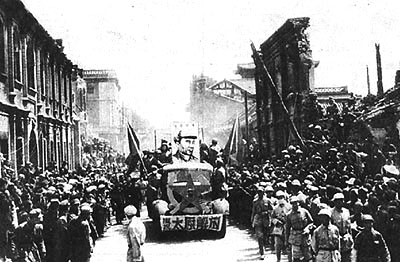
Kommunistiska styrkor intar Taiyuan i april 1949.

Efter de sovjetiska truppernas tillbakadragande ur Manchuriet hade Folkets befrielsearmé, som kommunisternas armé nu kallade sig, lyckats bygga upp en stark maktbas på landsbygden, varför Chiang bestämde sig för att satsa sina bästa styrkor på att driva ut kommunisterna ur regionen, istället för att konsolidera sina positioner i södra Kina. Detta visade sig vara ett ödesdigert misstag och efter att hårda strider utkämpats från december 1947 till november 1948 vann kommunisterna slaget om Manchuriet, vilket öppnade vägen till Peiping (Peking) som intogs den 22 januari 1949 efter en kort belägring. I samband med detta avgick Chiang från presidentämbetet och överlät tillfälligt regeringsansvaret till sin rival Li Zongren.
Efter att kommunisterna också vunnit slaget om Xuzhou november 1948-januari 1949 stod vägen öppen till nationalisternas huvudstad i Nanking, som ockuperades i april 1949 följt av Shanghai i maj samma år. Li Zongrens nationalistregering flyttade tillfälligt till Guangzhou och sedan till Chongqing, men kommunisternas erövring av fastlandet gick inte att hejda och i oktober 1949 utropade Mao Zedong "Folkrepubliken Kina" i Peking som återfått sitt gamla namn och ställning som huvudstad. Stridigheterna fortsatte dock i södra Kina och Chiang fortsatte att besöka nationalistiska fästen på fastlandet samtidigt som nationalistregeringen och nationalistarmén successivt flyttades till staden Taipei på ön Taiwan. Den 10 december 1949 lämnade Chiang och hans son staden Chengdu med en DC-4, vilket blev sista gången de satte sin fot på fastlandet. Kommunisternas erövring av Hainan mars-maj 1950 innebar att Chiangs regim slutgiltigt isolerades till Taiwan och tillhörande öar.

## Ledare för Taiwan

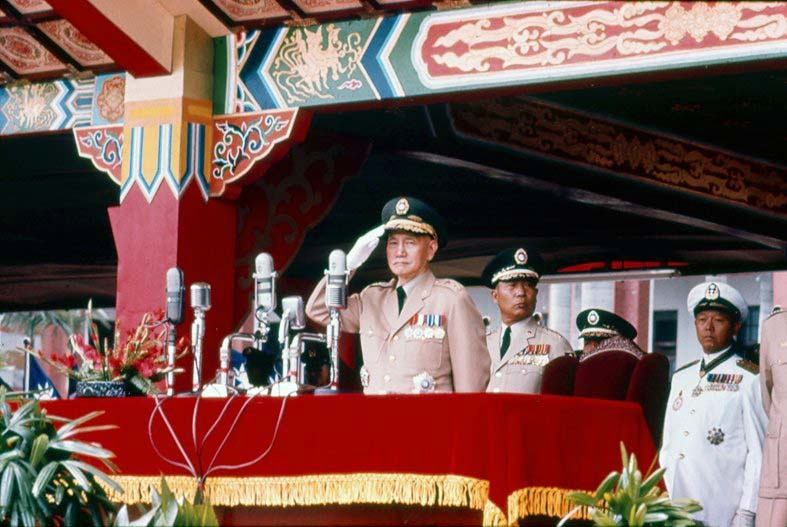
Chiang under nationaldagsfirandet i Taipei den 10 oktober 1966.

Kina fick lämna över Taiwan till Japan efter det första Sino-Japanska kriget 1895, men efter Japans kapitulation efter andra världskriget överlämnades ön formellt åter till Kina den 25 oktober 1945. Chiang Kai-shek och Soong May-ling besökte Taiwan för första gången i oktober 1946, då öns ekonomiska välstånd och relativa politiska stabilitet gjorde ett starkt intryck på paret. För att skydda öns ekonomi mot den hyperinflation som rådde på fastlandet införde Chiang en separat valuta, den taiwanesiska dollarn. Lokalbefolkningen ogillade dock att den nya Kuomintang-regimen lade beslag på viktiga tillgångar och utnämnde fastlandskineser till alla viktiga politiska befattningar på ön. Mycket av missnöjet riktades mot Taiwans guvernör Chen Yi och den 28 februari 1947 utbröt ett uppror mot Kuomintang på Taiwan, som slogs ned med stor brutalitet och krävde ett stort antal civila dödsoffer. Efter det att upproret bedarrat kände sig Chiang tvingad att blidka folkopinionen och Chen Yi avrättades tre år senare anklagad för korruption.
I takt med att krigslyckan vände i inbördeskriget inledde Chiang Kai-shek förberedelser för att flytta nationalistregeringen till Taiwan för att där leda motståndet mot kommunisterna. Bland annat flyttades statskassan, skatter från nationalmuseet och viktiga arkiv till ön. För att konsolidera sin makt över Kuomintang-partiet såg Chiang till att endast pålitliga anhängare fick fly till Taiwan, medan farliga rivaler uppmanades stanna kvar på fastlandet eller fly annorstädes. Viktiga figurer som T.V. Soong, H.H. Kung och Li Zongren följde därför aldrig Chiang till Taiwan utan sökte istället tillflykt i USA. Med stöd av undantagslagar från 1948, som delvis upphävde konstitutionen, kunde Chiang förfölja förespråkare av taiwanesisk självständighet och andra oliktänkande.
Den 1 mars 1950 återtog Chiang presidentämbetet och installerade sig i den japanska generalguvernörens gamla palats i Taipei, som nu blev Republiken Kinas tillfälliga huvudstad, och Chiang förblev Republiken Kinas president fram till sin död. Förutom själva ön Taiwan, kontrollerade Chiangs regim ögrupperna Pescadorerna, Kinmen, Matsuöarna, och ett par öar utanför Zhejiang-provinsens kust, vilket gjorde att nationalisternas flygvapen och flotta kunde upprätthålla en sjöblockad mot kommunisterna en bit in på 1950-talet. Med stöd av USA gjorde Chiangs regim på Taiwan anspråk på att ensam företräda Kina och nationalistregeringen behöll Kinas plats i säkerhetsrådet. USA:s stöd till Taiwan var dock ljummet i inledningsskedet och inte förrän Koreakriget bröt ut sommaren 1950 skickade USA sin sjunde flotta till Taiwansundet för att skydda nationalistregeringen mot en invasion från fastlandet.

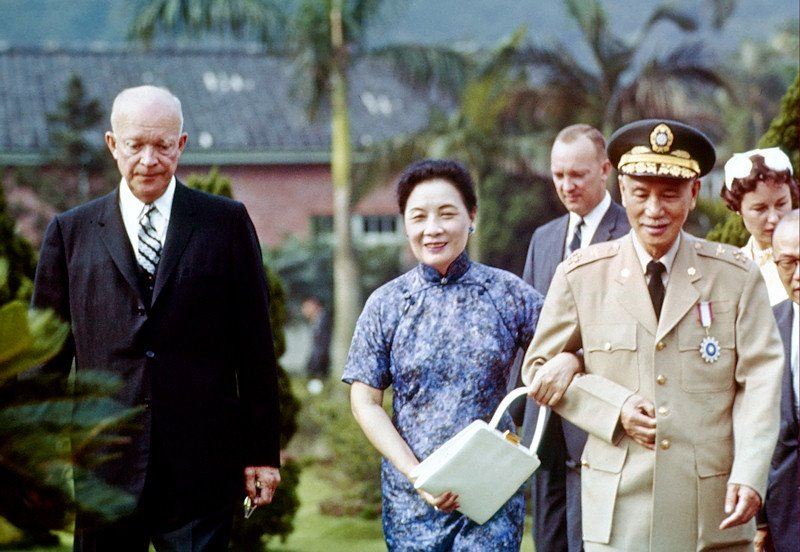
USA:s president Dwight Eisenhower träffar Chiang på ett statsbesök i Taipei, juni 1960.

USA fortsatte att ge militärt och ekonomsikt stöd till Chiangs regim och för att visa sitt officiella stöd till Chiang avlade vice president Richard Nixon och president Dwight Eisenhower officiella besök till ön 1953 respektive 1960. USA:s stöd till Chiang var dock villkorligt, vilket visade sig under första och andra krisen i Taiwansundet, då USA förklarade sig berett att försvara Chiangs regim på Taiwan samtidigt som man motsatte sig varje förslag från Chiang att ensidigt återerövra fastlandet.
I takt med att möjligheterna för en återförening med fastlandet tedde sig alltmer avlägsna började Chiang Kai-shek inrikta sig på att modernisera Taiwans ekonomi. 1949-53 genomfördes en jordreform som omfördelade jordbruksmarken och kompenserade de forna jordägarna, tills skillnad från kommunisternas jordreform som byggde på massmobilisering och våldsam repression. Ett skäl till att jordreformen förlöpte så friktionsfritt i Taiwan var att Chiang och partieliten åtnjöt amerikanskt stöd och inte hade några tätare band till jordägarna på ön. I takt med att jordbrukssektorn utvecklades satsade Chiangs regi på lätt industri och importsubstitution. 1969 var den ekonomiska tillväxten 10 procent och Taiwans BNP hade nästan tiodubblats sedan 1952, vilket gjorde att Taiwan framträdde som en av "de fyra tigrarna" i Östasien.

## De sista åren

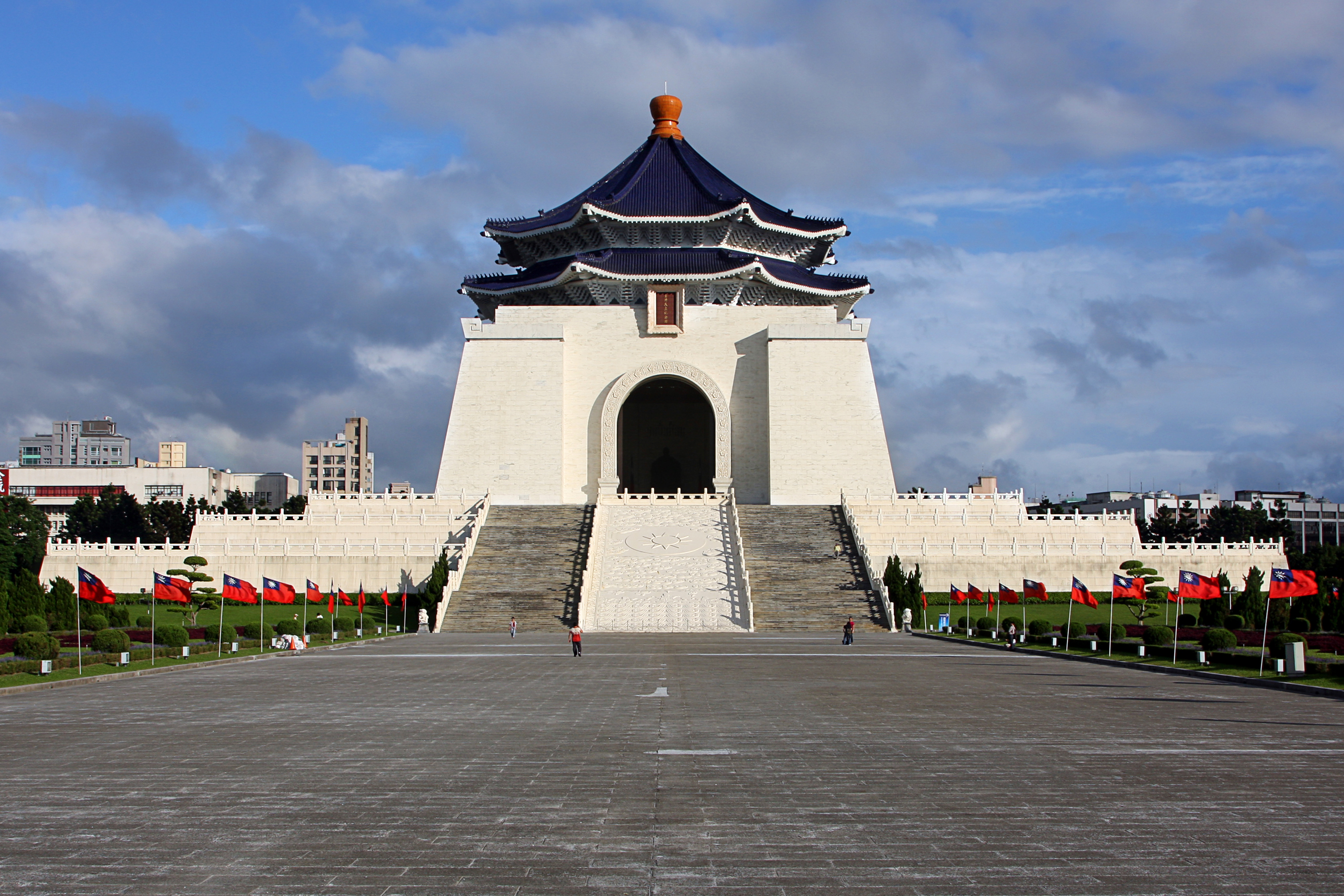
Chiang Kai-sheks minneshall i Taipei.

Chiang Kai-shek var mycket mån om att säkra "tronföljden" så hans son Ching-kuo kunde ta över efter hans frånfälle. Redan 1955 arresterade han generalen Sun Li-jen på grund hans popularitet och därefter framträdde premiärministern Chen Cheng som en möjlig rival till Chiang Ching-kuo, men hotet undanröjdes 1965 då Chen avled i cancer. Sommaren 1969 utnämndes Chiang Ching-kuo slutligen till vice premiärminister.
I juli 1969 drabbades Chiang och hans hustru av en trafikolycka på väg till deras residens på Yangmingshan utanför Taipei. Båda klarade sig utan yttre fysiska skador, men efter olyckan försämrades både Chiangs fysiska och psykiska hälsotillstånd. Efter en prostataoperation försämrades hans tillstånd ytterligare och Chiang Ching-kuo övertog faderns roll som ledare för regimen på Taiwan.
Under sina sista år fick Chiang Kai-shek uppleva att Taiwans internationella isolering skärptes, samtidigt som Taiwans ekonomiska betydelse ökade. 1971 övertog Folkrepubliken Kina Taiwans plats i FN och året därpå inledde USA:s president Nixon normaliseringen med fastlandet. När USA överlämnade Senkaku-öarna till Japan 1972 framförde Chiang anspråk på öarna för Kinas räkning och använde frågan som ett sätt att betona Republiken Kinas relevans i Östasien. 1972 övertog sonen Chiang Ching-kuo slutligen posten som premiärminister, vilket ytterligare säkrade successionen för Chiang-familjen i Taiwan.
På den sista dagen i Qingmingfestivalen, den 5 april 1975, avled Chiang Kai-shek av hjärtproblem i sitt hem. I enlighet med hans vilja att återvända till sin hemtrakt i Fenghua begravdes inte hans stoft i Taiwan, utan vilar fortfarande i en marmorkista i väntan på begravning på fastlandet. Fem år efter hans död invigdes dock Chiang Kai-sheks minneshall i centrala Taipei som en officiell minnesvård.